# Mantikora

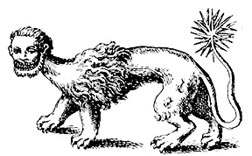
Mantikor ur Redgrove’s Bygone Beliefs.

Mantikora (grek. μαντιχώρας, mantichōras), även kallad Baricos är ett legendariskt människoätande monster med ett lejons kropp, en mans ansikte och antingen en drakes eller en skorpions svans. Mantikoran är en del av persisk och grekisk mytologi men omnämns även i medeltida europeiska skrifter och modern populärkultur.

## Utseende
Mantikorans utseende skiljer sig något åt i olika beskrivningar men karaktäriseras alltid av att den har ett mänskligt ansikte och ett lejons kropp.
Mantikoran beskrivs av grekiska geografer och naturhistoriker. Plinius den äldre citerar Ktesias av Knidos och beskriver mantikoran som en varelse med en människas ansikte och öron, grå ögon, tre rader av tänder, ett lejons kropp, en skorpions svans och gifttagg. Kroppsfärgen beskrevs som blodröd och mantikoran skall ha en speciell aptit för mänskligt kött.
Den medeltide Bartholomaeus Anglicus beskriver mantikoran som ett indiskt djur med ett mänskligt ansikte, en björns kropp och hår, ett lejons ben och en skorpions svans. Han beskriver också att den är röd och har många tänder. Den ska utöver detta ha en hemsk röst, likt en trumpet och skall vara snabb, grym och människoätande.
Antagligen baserar sig mantikoran på förvrängda beskrivningar av den kaspiska tigern. I medeltida litteratur symboliserar mantikoran djävulen, ibland har den kvinnliga attribut.[källa behövs]

## Illustrationer av mantikorer

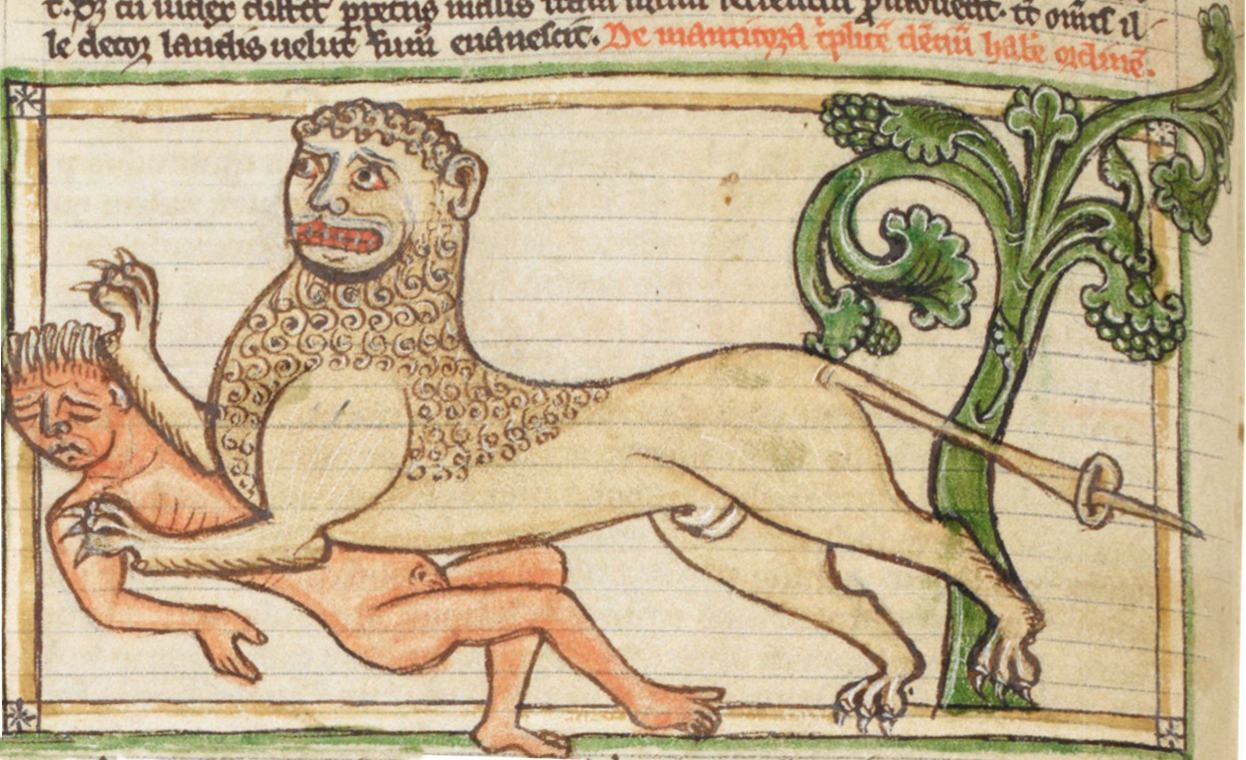
I manuskript från 1236.
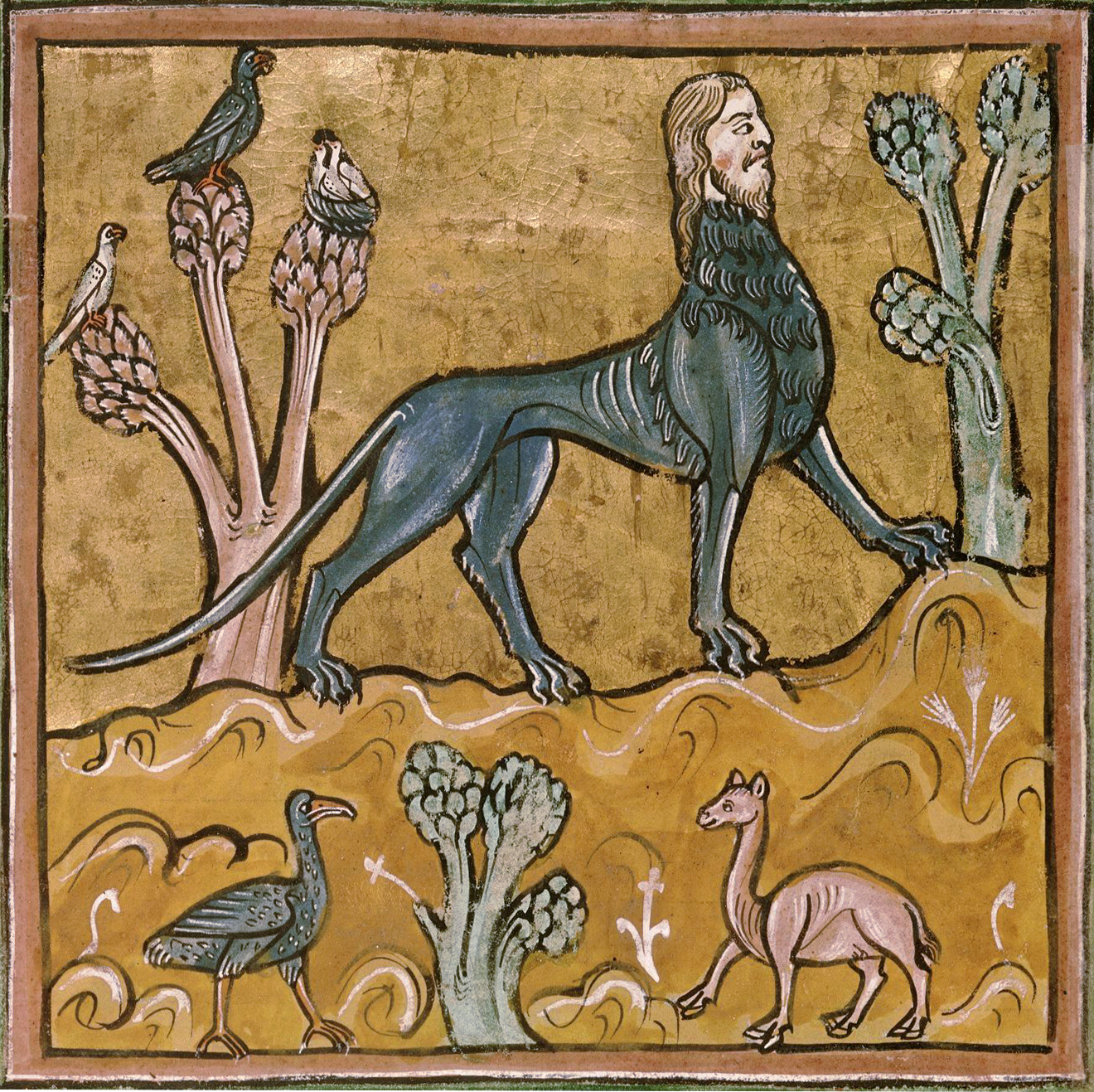
I boken Rochester Bestiary.
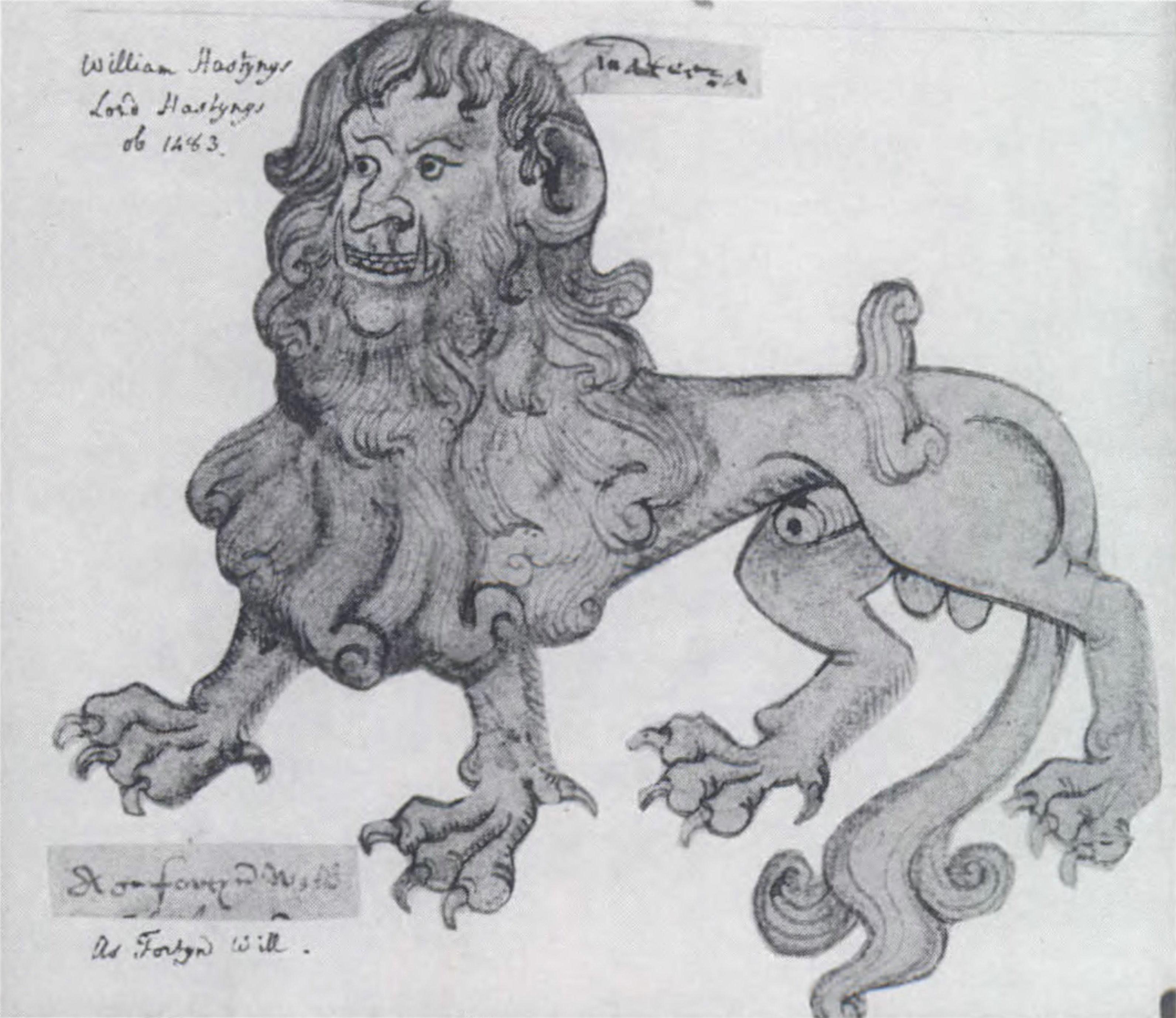
Heraldisk symbol för William Hastings, 1:e baron Hastings.
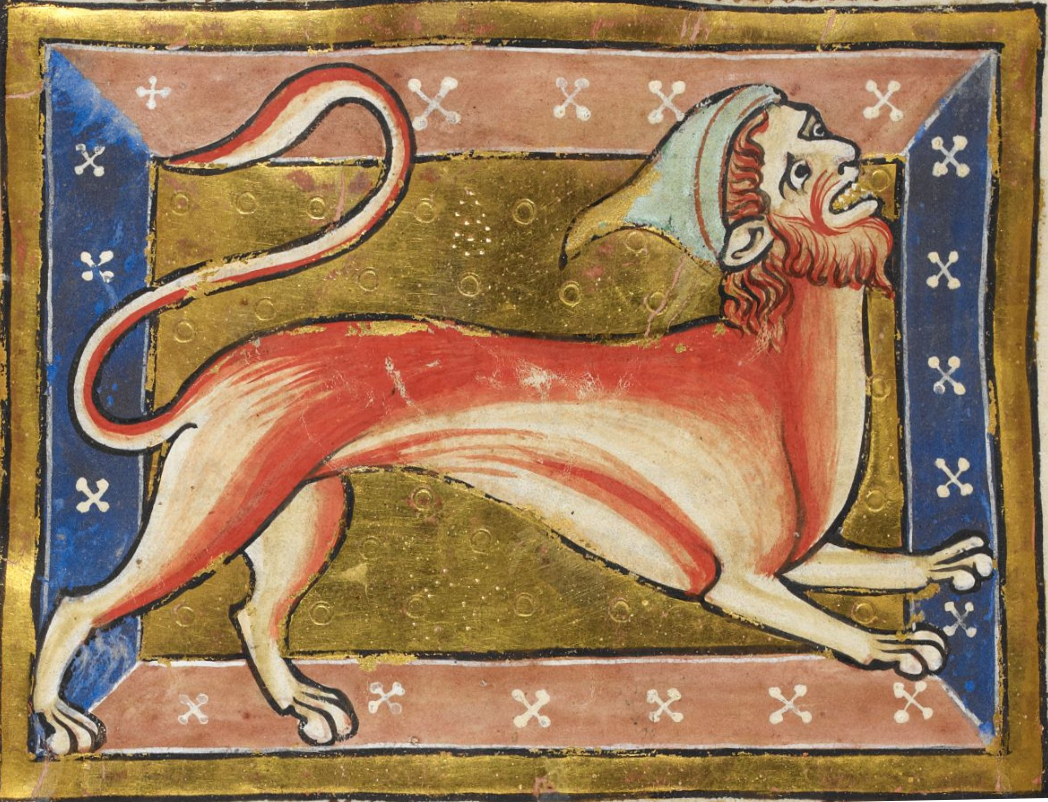
I brittiskt manuskript från ca. 1200-1210.
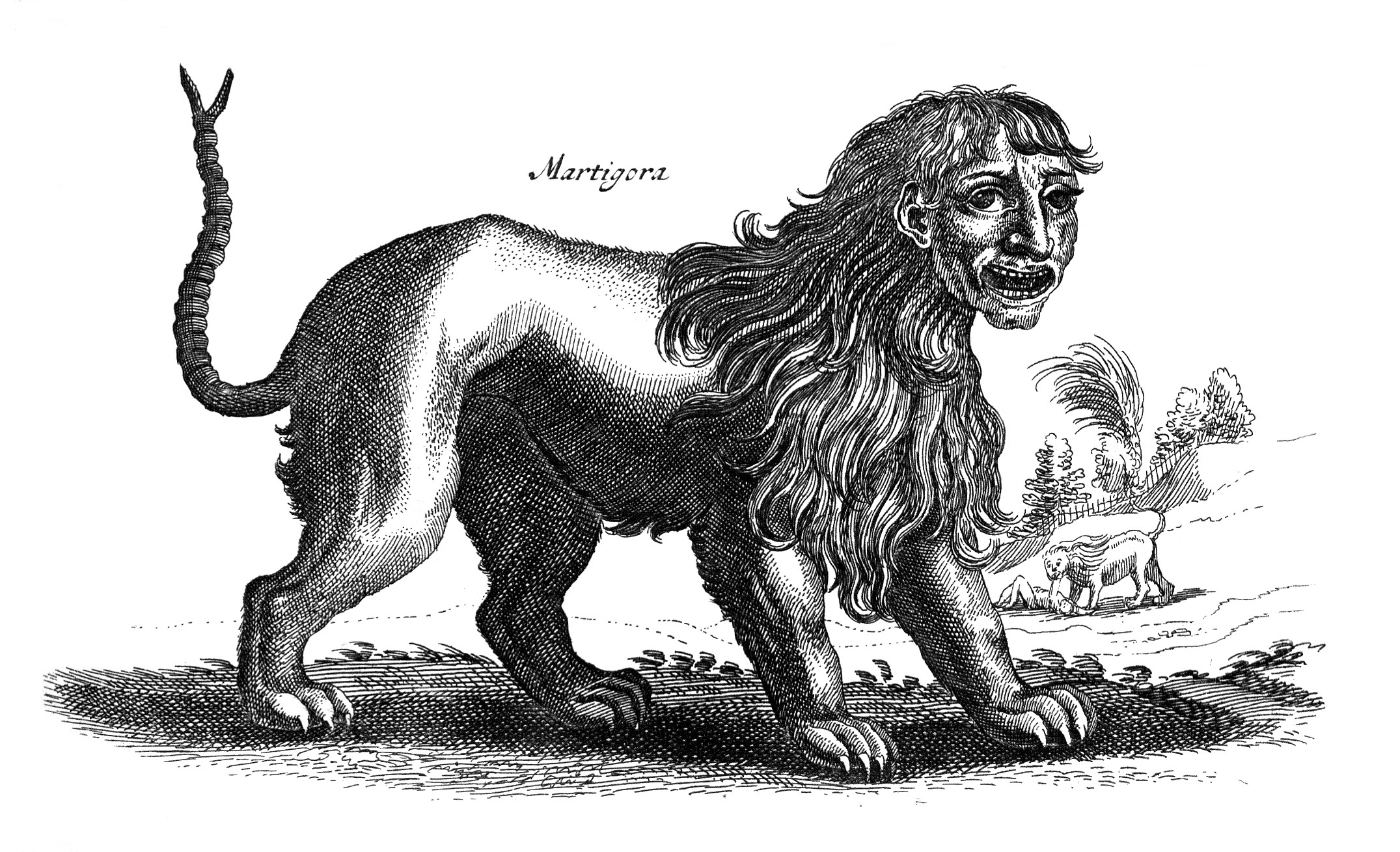
Kopparstick från 1657.
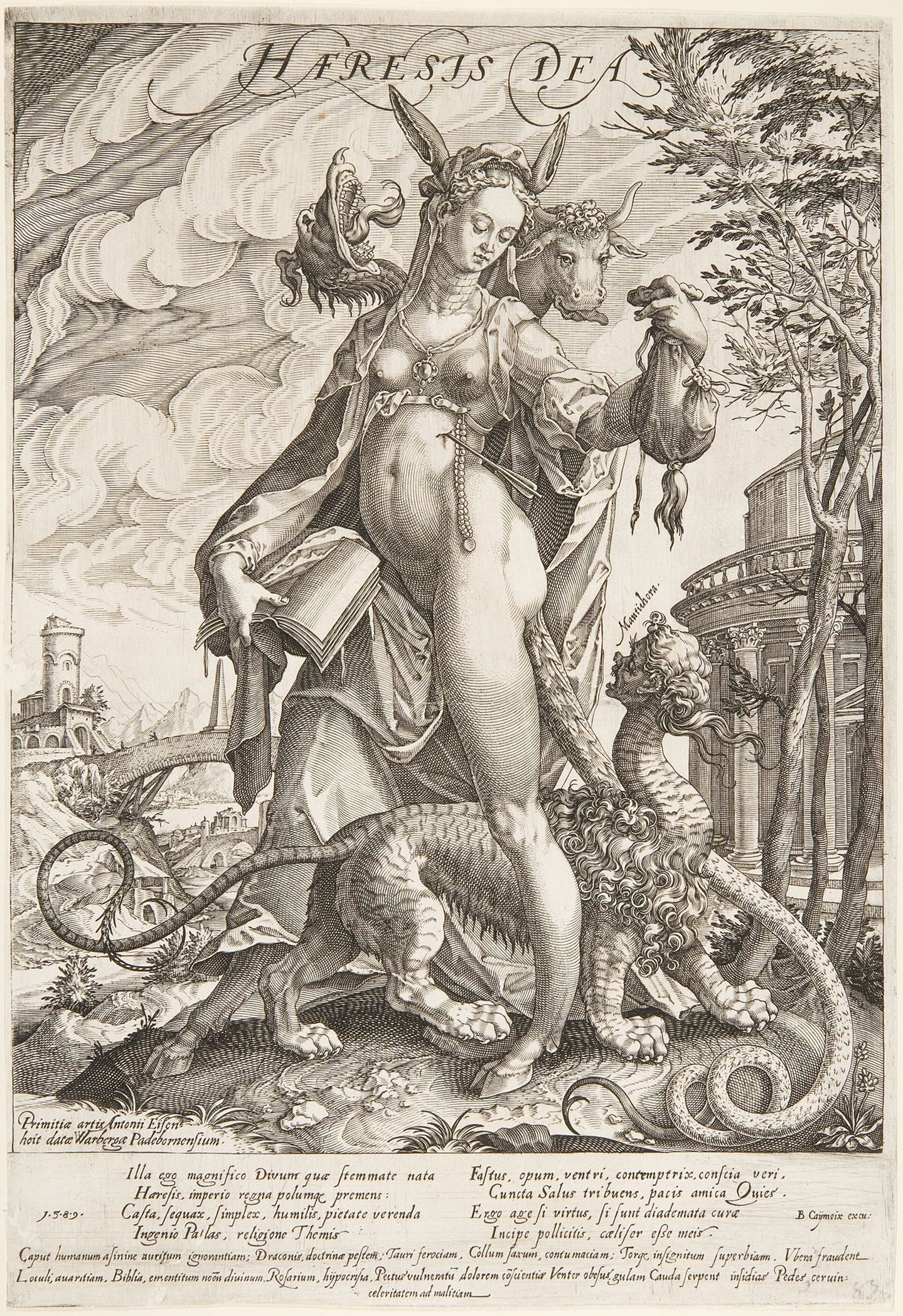
Kopparstick från 1589 där en mantikor syns mellan benen på kätteri avbildad som gudinna.

## Modern populärkultur

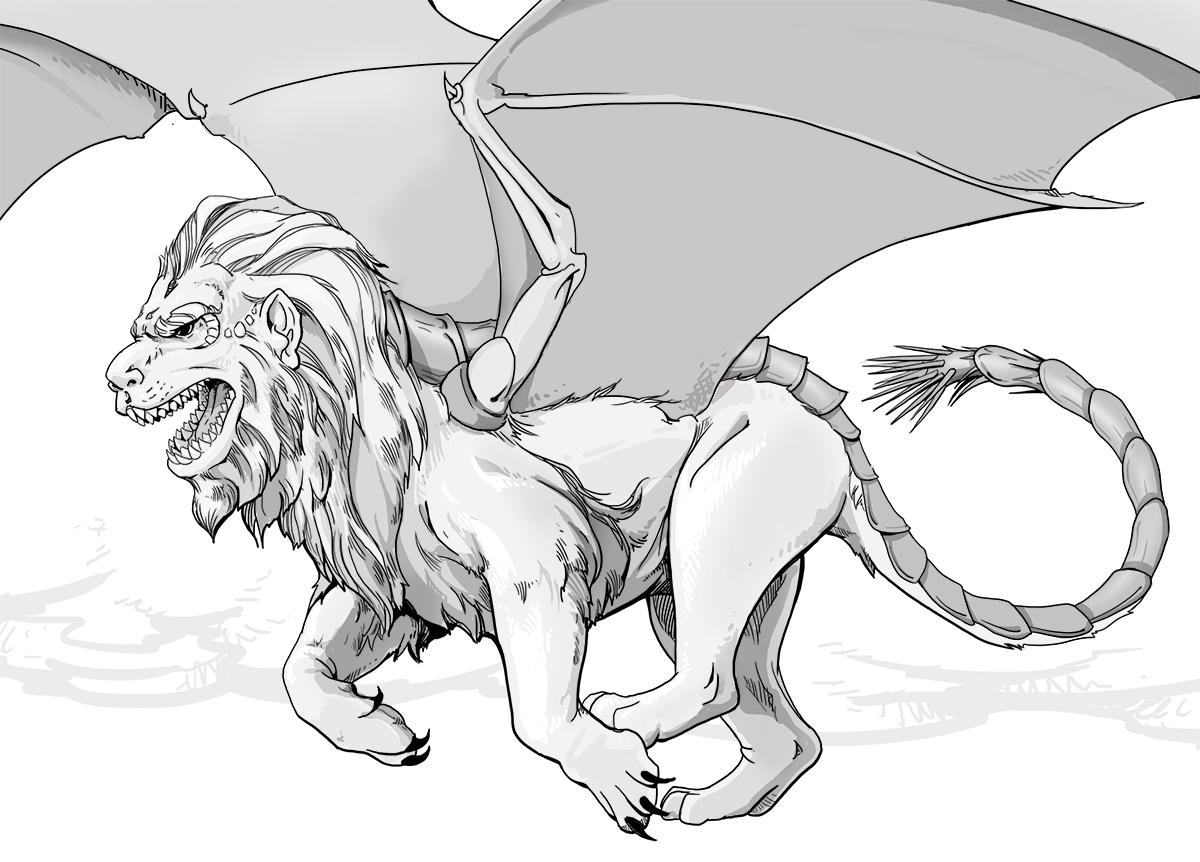
Mantikor i Dungeons and Dragons.

Mantikoran används även inom den moderna populärkulturen, speciellt inom fantasygenren. Mantikoran finns med som ett monster i det amerikanska bordsrollspelet Dungeons and Dragons sedan 1974. Varelsen omnämns i bokserier såsom Harry Potter och Sagan om häxkarlen.